# Alexander Dreymon
Alexander Dreymon (n. 7 februarie 1983, Germania) este un actor german. Rolul său cel mai cunoscut este Uhtred din Bebbanburg în serialul de televiziune The Last Kingdom (2015–2022).

## Tinerețe
Alexander Dreymon (nume la naștere Alexander Doetsch) s-a născut la 7 februarie 1983 în Germania și a crescut în Statele Unite, Franța și Elveția. 
Alexander Dreymon și-a dorit dintotdeauna să fie actor. Este practicant al artelor marțiale și a învățat să călărească în timp ce locuia în Dakota de Sud. A studiat la Paris, apoi timp de trei ani la Drama Centre din Londra .

## Carieră
A jucat pe scenele teatrelor din Londra și Paris înainte de a-și face debutul pe ecran în drama franțuzească Ni reprise, ni échangée, iar mai târziu a jucat alături de Matt Smith în filmul Christopher and His Kind. [3]
Alexander Dreymon îl interpretează pe Uhtred din Bebbanburg în serialul de televiziune The Last Kingdom de pe Netflix. De asemenea, a regizat al doilea episod al celui de-al cincilea sezon.

## Viața personală
La sfârșitul anului 2019, Dreymon a început o relație cu actrița Allison Williams, după ce au jucat împreună în filmul Horizon Line . La sfârșitul anului 2021, au avut un fiu. În decembrie 2022 cuplul s-a logodit.
| An   |                                     | Rol                   | Note                |
| ---- | ----------------------------------- | --------------------- | ------------------- |
| 2011 | Christopher și oamenii lui          | Caspar                | film TV             |
| 2011 | Ultima prezentare de modă           | Bruce                 |                     |
| 2011 | Who's watching who                  | Shape Shifter         |                     |
| 2011 | Rezistență                          | Steiner               |                     |
| 2014 | Răscumpărare de sânge               | Ieremia               |                     |
| 2015 | Testul timpului                     | Steve                 |                     |
| 2016 | Băieți care citesc poezii           | Tată                  |                     |
| 2018 | Heartlock                           | Lee Haze              |                     |
| 2020 | Linia orizontului                   | Jackson               |                     |
| 2023 | Ultimul regat: Seven Kings Must Die | Uhtred din Bebbanburg | Producator executiv |

| An        | Titlu                        | Rol                   | Note                                                               |
| --------- | ---------------------------- | --------------------- | ------------------------------------------------------------------ |
| 2010      | fr                           | Alexandre             |                                                                    |
| 2013      | American Horror Story: Coven | Luke Ramsey           |                                                                    |
| 2015–2022 | Ultimul Regat                | Uhtred din Bebbanburg | Rol principal (46 de episoade); și regizor (Sezonul 5, Episodul 2) |